# Giuseppe Toniolo
Pour les articles homonymes, voir Toniolo.
Giuseppe Toniolo (1845-1918) était un économiste et un sociologue italien, l'un des principaux acteurs du Mouvement catholique italien. Il est reconnu bienheureux par l'Église catholique. 

## Source
- (it) Cet article est partiellement ou en totalité issu de l’article de Wikipédia en italien intitulé « Giuseppe Toniolo » (voir la liste des auteurs).